# اليوسفية (العراق)
اليوسفية ناحية عراقية تابعة لقضاء المحمودية. تمتاز بموقعها الجغرافي الذي يتوسط العراق، لذا كانت فيما سبق عاصمة الإمبراطورية الأكدية (2371-2230 ق.م) حيث كانت تسمى انذاك أكد[ ؟ ]. تعتبر هذه البلدة من البلدات المختلطة حيث يسكنها مزيج من المسلمين من كل الطوائف من ابرز عشائرها الانباريين والبومحي والبوعامر والبوطي والبومحمد وغيرها من العشائر العريقة. هنالك مدينة تدعى صدر اليوسفية، تقع على مساحة واسعة بالقرب من محطة للطاقة الحرارية الروسية، حوالي 25 كيلو مترا إلى الغرب والشمال الغربي من بلدة اليوسفية. القناة الرئيسية، المعروفة باسم قناة اليوسفية، تمتد من صدر اليوسفية في الغرب، من خلال اليوسفية، وصولا إلى اللطيفية في الجنوب.
تضم اليوسفية مرقد السيد عبد الله ابن الحسن المثنى ع , إضافة إلى معالم قديمة وحديثة متعددة منها اثار أبو حبة والدير. ويوجد فيها أيضا الطاقة الحرارية البخارية الأكبر في العراق. كما انها تعتبر منطقة عبور رئيسية بين محافظات بغداد والأنبار وبابل وكربلاء. وتتميز بالطابع الزراعي الخصب لمرور نهر (اليوسفية) المتفرع من نهر الفرات وبموقع تجاري إذ توجد فيها(علوة) أسواق لبيع الخضراوات والفواكه.

## الأحياء التي تعتبر من المناطق القديمة في اليوسفية
- مركز الناحية
- حي سيد الشهداء
- حي الضباط
- الجاون الجنوبي حي الجمبلاطية

حسب تقديرات عام 2003 م يبلغ عدد سكان ناحية اليوسفية بأجمعه حوالي 17.896 نسمة.
الاحياء التابعة لمركز ناحية اليوسفية(القصر الأوسط):
1-حي السجاد ع.
2-حي المرتضى ع (الري).
3-حي الجمعية.
4-حي الربيع (الحسينية).
5-حي الصقور.
6- حي السكلات (الزهراء).
7- بئر الحمام.

## التسمية
سميت باليوسفية نسبةً إلى نبي الله يوسف، حيث كانت تسمى أكد[ ؟ ] ابان الإمبراطورية الأكدية.
أستمرت الإمبراطورية الأكدية حوالي 150 عام وعاصمتها أكد في وسط العراق الحالي (منطقة اليوسفية) وتعتبر الأمبراطورية الأكدية أول إمبراطورية أ ُنشأت في تاريخ العالم القديم ومؤسـسها سرجون الأكدي.

## الموقع
تقع جنوب العاصمة بغداد وعلى بعد 25 كم في الجانب الغربي منها، بجانب الكرخ. تقع بين مدينة المحمودية ومدينة الفلوجة. كانت فيما سبق ضمن نطاق محافظة بغداد إلا أنه فيما بعد تم تحويلها لتصبح تابعة لمحافظة بابل. ثم عادت لتصبح ضمن محافظة بغداد بعد عام 1990

## طاقة اليوسفية الكهربائية
ابرم عقد مع شركة تكنوكروم اكسبورت الروسية لتنفيذ مشروع محطة كهرباء اليوسفية البخارية مطلع عام 1990، وهو يقع على مساحة 600 دونم في منطقة اليوسفية[ ؟ ] جنوب غرب بغداد، ويشتمل على مرحلتين, الأولى تتضمن بناء ثلاث وحدات توليدية سعة الواحدة 210 ميكاواط، والمرحلة الثانية تشمل على بناء (5) وحدات بالسعة ذاتها, لتكون الطاقة الاجمالية للمحطة 1680 ميكاواط،لكن هذه المحطة لم يكتمل انشاؤها بسبب الحرب في2003 وتعرضها للنهب والتخريب.
من البلدات المجاورة لها:
- اللطيفية.
- المحمودية.
- الإسكندرية.
- صدر اليوسفية.
- عرب الجبور
- الفلوجة.
- ناحية الرشيد.
- عويريج.

## [2]المصادر
1. ↑  GeoNames (بالإنجليزية), 2005, QID:Q830106
2. 1 2  عبدالرزاق الحسيني، السيد عبدالرزاق (5 فبراير 1958). العراق قديماً وحديثاً (ط. 3rd). بغداد: مطبعة العرفان. ص. 95. ISBN:9781988295046.{{استشهاد بكتاب}}:  صيانة الاستشهاد: التاريخ والسنة (link)
3. ↑  طه الهاشمي، طه سليمان (1 يناير 1936). جغرافية العراق 1936 (ط. 2nd). بغداد: مطبعة المعارف. ص. 122.{{استشهاد بكتاب}}:  صيانة الاستشهاد: التاريخ والسنة (link)